# Polysporangiophyta
Polysporangiophyta o plantas polisporangiadas conforman un clado dentro de la evolución de las plantas terrestres que antecedió a la aparición de las plantas vasculares.
Este clado fue descubierto como consecuencia del estudio de micro y megafósiles que determinaron que antes que aparecieran los tejidos vasculares, evolucionó la ramificación de los esporangios en el Ordovícico tardío hace unos 450 millones de años, de tal manera que hubo un grupo o varios grupos de plantas ahora extintas con características intermedias entre las briofitas y las pteridofitas, las cuales se denominan conjuntamente protraqueofitas.

## Filogenia
Polysporangiophyta presenta las siguientes relaciones aproximadas:
|  | Horneophytopsida †                                             |
|  |                                                                |
|  | \| \| Aglaophyton † \| \| \| \| \| \| Tracheophyta \| \| \| \| |
|  |                                                                |
|  | Aglaophyton †                                                  |
|  |                                                                |
|  | Tracheophyta                                                   |
|  |                                                                |

|  | Aglaophyton † |
|  |               |
|  | Tracheophyta  |
|  |               |

|  | Horneophytopsida †                                             |
|  |                                                                |
|  | \| \| Aglaophyton † \| \| \| \| \| \| Tracheophyta \| \| \| \| |
|  |                                                                |
|  | Aglaophyton †                                                  |
|  |                                                                |
|  | Tracheophyta                                                   |
|  |                                                                |

|  | Aglaophyton † |
|  |               |
|  | Tracheophyta  |
|  |               |